# Ernst Meyer (Politiker, 1886)
Ernst Meyer (geboren 27. August 1886 in Northeim; gestorben 13. Juni 1948 in Celle) war mehr als zwei Jahrzehnte Celler Oberbürgermeister und wurde mitverantwortlich gemacht für die 1948 als Endphaseverbrechen gegen Juden und andere KZ-Häftlinge geahndete Menschenjagd im Neustädter Holz.

## Leben
Ernst Meyer sammelte seine Erfahrungen in der Kommunalpolitik zunächst im ersten Viertel des 20. Jahrhunderts; anfangs als Assessor des Magistrats in Osnabrück und Stettin und schließlich als Senator in Lüneburg. Zeitweilig war er Mitglied verschiedener bürgerlich-konservativer Parteien, bevor während der Weimarer Republik am 24. April 1924 durch einen bürgerlichen Block als Nachfolger des aus dem Amt scheidenden Wilhelm Denicke zum Oberbürgermeister der Stadt Celle gewählt wurde.
Meyer war Mitglied einer Freimaurerloge.
Der auch „Obermeyer“ Genannte blieb – als einer der wenigen Bürgermeister in Deutschland – auch nach der „Machtergreifung“ 1933 durch die Nationalsozialisten im Amt.
Kurz vor Ende des Zweiten Weltkrieges trafen während des Luftangriffs auf Celle am 8. April 1945 amerikanische Fliegerbomben einen auf dem Celler Güterbahnhof stehenden Güterzug mit etwa 4000 zum Teil jüdischen Häftlingen auf dem Transport in das Konzentrationslager Bergen-Belsen. Zahlreiche Überlebende konnten aus dem Zug in Schrebergärten, Wohnhäuser und das nahegelegene Neustädter Holz fliehen, wurden jedoch in einer später zynisch als „Hasenjagd“ bezeichneten Tötungsaktion durch SS, SA, Militär, Polizei und Feuerwehr und teilweise auch durch Celler Bürger „zusammengetrieben, erschlagen oder erschossen.“ Das Massaker überlebten nur etwa 1100 Häftlinge – die Leichen wurden nach Augenzeugenberichten „zur Abschreckung der Bevölkerung auf den Straße liegengelassen.“ Als Vertreter der Ortspolizeibehörde wurde Oberbürgermeister Meyer später als einer der Mitverantwortlichen an der Tötungsaktion vor Gericht gestellt.
Kurz vor dem Einmarsch englischer Truppen wurden durch den Volkssturm am 12. April 1945 die Eisenbahnbrücke und die Allerbrücke gesprengt; Ernst Meyer als Oberbürgermeister soll sich geweigert haben, die Stadt kampflos zu übergeben – was dann drei Bürger taten. Es gibt jedoch auch eine andere Darstellung, nach der Meyer mit den Briten Verbindung hatte und in Abstimmung mit dem Celler Stadtkommandanten Tzschökell und ohne Wissen der Heeresführung und der Parteiführung „die Verteidigungsline so weit nach Westen [verlegte], daß sie die Stadt nicht berührte.“
1945 wurde Meyer von den britischen Truppen verhaftet und bis 1946 im Lager Vilvoorde bei Brüssel interniert. Er starb bald darauf in Celle am 13. Juni 1948 kurz vor Vollendung seines 62. Lebensjahres.

## Ernst-Meyer-Allee – Ludwig-Hölty-Straße
Die Ernst-Meyer-Allee wurde nach dem Celler Oberbürgermeister benannt. Nach den „Enthüllungen über die Verstrickungen des ehemaligen Oberbürgermeisters Ernst Meyer in das NS-Unrechtsregime“ wurde auf Initiative des Celler Oberbürgermeisters Martin Biermann 2007 der Verkehrsweg nach dem Dichter Ludwig Hölty in Ludwig-Hölty-Straße umbenannt.

## Archivalien
Archivalien von und über Ernst Meyer finden sich beispielsweise
- im Stadtarchiv Celle
  - als Nachlass mit Manuskripten und Typoskripten von Reden Meyers für die Laufzeit 1927 bis 1947[7]
  - als Gutachten zur Rolle des Oberbürgermeisters von Celle, Ernst Meyer, im System der nationalsozialistischen kommunalen Selbstverwaltung[8]